# 濑水龙骨
濑水龙骨（学名：[Polypodiodes lachnopus] 错误：{{Lang}}：文本有斜体标记（帮助））为水龙骨科水龙骨属下的一个种。

## 扩展阅读
- 維基物種上的相關：濑水龙骨